# Jorge del Castillo Gálvez

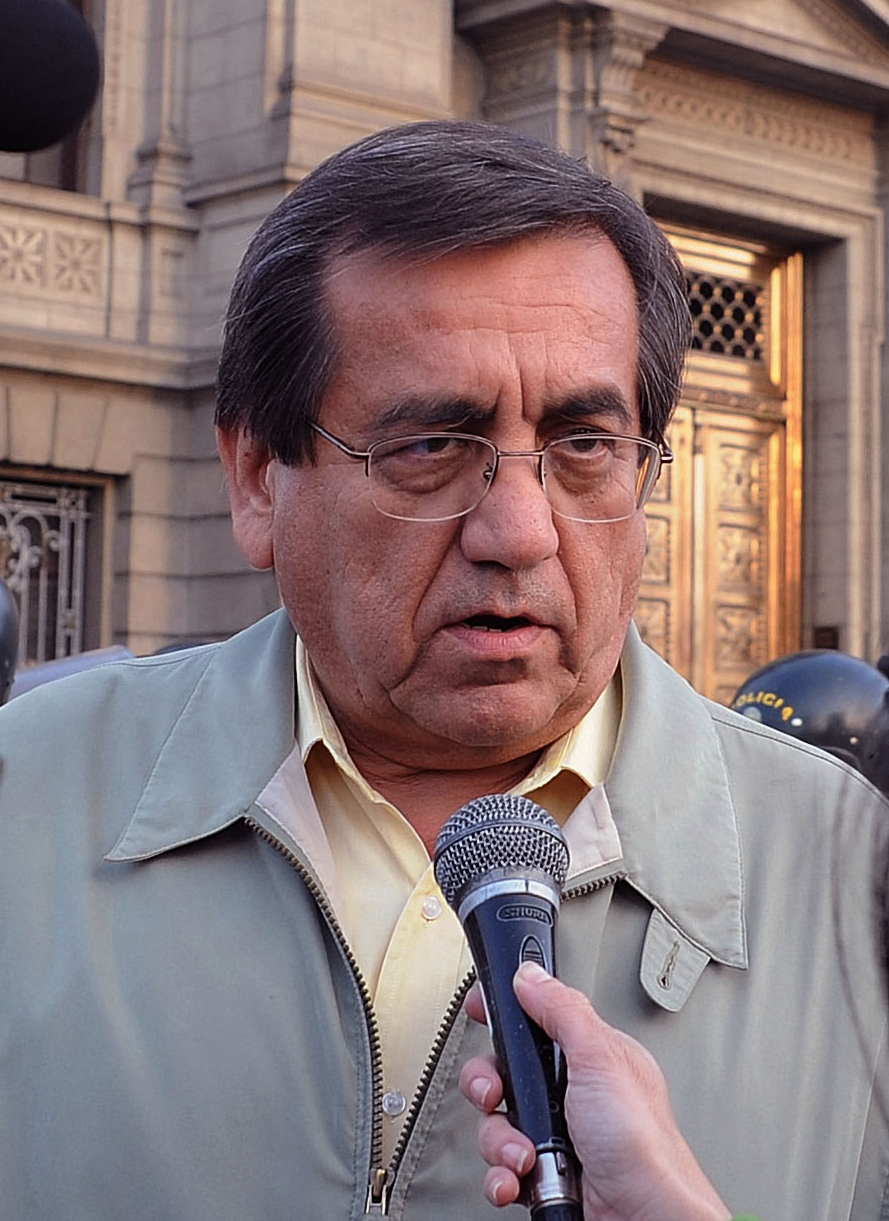
Jorge del Castillo Gálvez

Jorge Alfonso Alejandro del Castillo Gálvez (* 2. Juli 1950 in Lima) ist ein peruanischer Rechtsanwalt und Politiker. Er ist Mitglied und seit 1999 Generalsekretär der peruanischen Partei APRA. Vom 28. Juli 2006 bis zum 10. Oktober 2008 war er Premierminister von Peru. Zu seinem Nachfolger wurde Yehude Simon ernannt.

## Politische Karriere
Jorge Del Castillo studierte von 1968 bis 1974 Rechtswissenschaften an der Universidad Nacional Mayor de San Marcos (UNMSM) in Lima. Von 1984 bis 1986 war Del Castillo Bürgermeister von Barranco, einem Stadtbezirk Limas. 1985 wurde er zum Präfekten der Provinz Lima ernannt, zwei Jahre später gewann er die Wahl zum Bürgermeister der Stadt. Er hatte das Amt bis 1989 inne.
Del Castillo unterbrach seine politische Karriere und studierte von 1993 bis 1994 Verfassungsrecht an der Pontificia Universidad Católica del Perú (PUCP). 1995 wurde er als Abgeordneter Limas in den peruanischen Kongress gewählt. Seit 1999 ist Del Castillo Generalsekretär der APRA.
Nach dem Sieg Alan Garcías bei den Präsidentschaftswahlen wurde Del Castillo im Juli 2006 zum Premierminister Perus ernannt.
Am 10. Oktober 2008 erklärte Del Castillo zusammen mit seinem Kabinett seinen Rücktritt. Hintergrund ist eine Korruptionsaffäre, in der dem Premierminister die Annahme von Schmiergeldern für die Erteilung von Förderlizenzen für Erdöl und Erdgas vorgeworfen wurde.